# 台东山矾
台东山矾（学名：Symplocos konishii），为山矾科山矾属下的一个种。

## 扩展阅读
維基物種上的相關：台东山矾